# 山口誠 (建築家)
山口 誠（やまぐち まこと、1972年 - ）は、日本の建築家。千葉県出身。

## 略歴
- 1994年 青山学院大学経済学部経済学科卒業
- 1999年 東京芸術大学美術学部建築科卒業
- 2001年 東京芸術大学大学院美術研究科建築専攻修士課程修了
- 2001年 山口誠建築設計事務所設立

現在は株式会社山口誠デザイン。芝浦工業大学や東京芸術大学で非常勤講師も兼務する。

## 受賞歴
- 2003年 ar+d awards
- 2004年 Wallpaper* Design awards
- 2008年 25th Annual IALD International Lighting Design Awards、International Architecture Awards、AR AWARDS、グッドデザイン賞など

代表作に軽井沢の別荘/ギャラリー（2003）、狛江の住宅（2007）などがある。